# Анепеза
А́непеза (эст. Anepesa) — деревня в волости Сааремаа уезда Сааремаа, Эстония.
В 2014–2017 годах (до реформы местных самоуправлений) входила в состав волости Ляэне-Сааре (упразднена). До декабря 2014 года входила в состав волости Кярла (упразднена).

## География и описание
Расположена в центральной части острова Сааремаа. Расстояние до волостного и уездного центра — города Курессааре — 14 километров. Высота над уровнем моря — 24 метра.
Климат умеренный. Официальный язык — эстонский. Почтовый индекс — 93843.

## Население
По данным переписи населения 2021 года, в Анепеза насчитывалось 7 человек, все — эстонцы.
По данным Департамента статистики, по состоянию на 1 января 2020 года в деревне насчитывалось 9 жителей, из них 5 мужчин и 4 женщины; лиц трудоспособного возраста (15–64 года) — 6, лиц пенсионного возраста (65 лет и старше) — 3.
По данным переписи населения 2011 года, в деревне 3 проживали человека, все — эстонцы.
Численность населения деревни Анепеса:
| Год  | 1959 | 1970 | 2000 | 2011 | 2017 | 2018 | 2019 | 2020 | 2021 |     |
| ---- | ---- | ---- | ---- | ---- | ---- | ---- | ---- | ---- | ---- | --- |
| Чел. | 17   | ↘ 11 | ↗ 19 | ↘ 3  | ↗ 9  | → 9  | → 9  | → 9  | → 9  | ↘ 7 |

## История
В письменных источниках 1627 года упоминается Hanne Peße Tep, 1731 года — Hanna Pessa Mart, 1811 — Hannepessi Matzi Ado, Hannepessu Iago Ado, примерно 1900 года — Анепеза (деревня).
В 1977–1997 годах Анепеса была частью деревни Саувере.
В некоторых народных эстонских сказаниях говорится, что в деревне Анепеса находилось гусиное хозяйство мифической великанши Пирет — жены Большого Тылля.

## Происхождение топонима
В современном написании название состоит из двух слов: hani : hane (с эст. («гусь») и pesa («гнездо»). Слово pesa, однако, может быть народной этимологической заменой более раннего слова pääks в значении «болотистый остров, лесистая местность, озёрный остров».

## Комментарии
1. ↑  Эстонские топонимы, оканчивающиеся на -а, не склоняются и не имеют женского рода (исключение — Нарва)[5].